# Municipio de Grosuplje
Grosuplje es un municipio de Eslovenia, situado en el centro del país. Su capital es Grosuplje.
En 2018 tiene 20 672 habitantes.
El municipio comprende las localidades de:
- Bičje.
- Blečji Vrh.
- Brezje pri Grosupljem.
- Brvace.
- Cerovo.
- Cikava.
- Čušperk.
- Dobje.
- Dole pri Polici.
- Dolenja vas pri Polici.
- Gabrje pri Ilovi Gori.
- Gajniče.
- Gatina.
- Gorenja vas pri Polici.
- Gornji Rogatec.
- Gradišče.
- Grosuplje (la capital).
- Hrastje pri Grosupljem.
- Huda Polica.
- Kožljevec.
- Lobček.
- Luče.
- Mala Ilova Gora.
- Mala Loka pri Višnji Gori.
- Mala Račna.
- Mala Stara vas.
- Mala vas pri Grosupljem.
- Male Lipljene.
- Mali Konec.
- Mali Vrh pri Šmarju.
- Malo Mlačevo.
- Medvedica.
- Paradišče.
- Pece.
- Peč.
- Perovo
- Plešivica pri Žalni.
- Podgorica pri Podtaboru.
- Podgorica pri Šmarju.
- Polica.
- Ponova vas.
- Praproče pri Grosupljem.
- Predole.
- Rožnik.
- Sela pri Šmarju.
- Spodnja Slivnica.
- Spodnje Blato.
- Spodnje Duplice.
- Šent Jurij.
- Škocjan.
- Šmarje-Sap.
- Tlake.
- Troščine.
- Udje.
- Velika Ilova Gora.
- Velika Loka.
- Velika Račna.
- Velika Stara vas.
- Velike Lipljene.
- Veliki Vrh pri Šmarju.
- Veliko Mlačevo.
- Vino.
- Vrbičje.
- Zagradec pri Grosupljem.
- Zgornja Slivnica.
- Zgornje Duplice.
- Žalna.
- Železnica.